# Wilkowo Polskie
Wilkowo Polskie [pronunciación en polaco: /vilˈkɔvɔ ˈpɔlskʲɛ/] es un pueblo ubicado en el distrito administrativo de Gmina Wielichowo, dentro del distrito de Grodzisk Wielkopolski, Voivodato de Gran Polonia, en el oeste de Polonia central. Se encuentra aproximadamente a 9 kilómetros al sureste de Wielichowo, a 20 kilómetros al sur de Grodzisk Wielkopolski, y a 50 kilómetros al suroeste de la capital regional Poznan.
El pueblo tiene una población de 940 habitantes.